# Solpuga fitzsimonsi
Espèce
Solpuga fitzsimonsi est une espèce de solifuges de la famille des Solpugidae.

## Distribution
Cette espèce est endémique d'Afrique du Sud.

## Description
Le mâle holotype mesure 28 mm.

## Étymologie
Cette espèce est nommée en l'honneur de Vivian Frederick Maynard FitzSimons.

## Publication originale
- Lawrence, 1935 : New species of Solifugae in the collection of the Transvaal Museum. Annals of the Transvaal Museum, vol. 15, p. 505-512 (texte intégral).